# Festival delle rose 1967

## La manifestazione
La novità della quarta edizione del Festival delle rose è che ogni canzone viene eseguita tre volte: da un cantante, da un complesso e da un'orchestra (tranne qualche eccezione, presso l'hotel Hilton Cavalieri - Parioli Roma)
A causa di alcune defezioni, Giorgio Gaber e Rocky Roberts partecipano con due canzoni.

## Elenco delle canzoni partecipanti
In grassetto le 14 canzoni finaliste

### Prima serata
- - Che vuole questa musica stasera - Peppino Gagliardi (Det), Pat Starke (Cinevox) e Paola Orlandi e i 4 + 4
  - Gianni - Pino Donaggio (Columbia), Sonia (La voce del padrone) e il Balletto Olimpia
  - Giulia - Cino Benci (La voce del padrone), Igor Mann & i Gormanni (Polydor) e Tony Massarelli (GTA Records)
  - Il cielo - Dino Cabano (Hockey), Lucio Dalla (ARC) e Tony Benn e i Big T. (Rang)
  - Il freddo - Guido Russo (Durium), Luisella Ronconi (R.T. Club) e Hervé Vilard (Mercury Records)
  - Il re della speranza - Armando Savini (Philips), Leo Sardo (Style) e Paolo Bracci (Leader Records)
  - Per conquistare te - Anna Marchetti (Meazzi), Rocky Roberts (Durium) e i Crazy Boys (Durium)
  - Suona chitarra - Giorgio Gaber (Ri-Fi), Pippo Franco e Lea Padovani

### Seconda serata
- - Abbiamo tanto tempo - Mirna Doris (Durium), Manila Sebastiani (Style) e David & Jonathan (Columbia)
  - Al bar del corso - Giorgio Gaber (Ri-Fi), Anna Identici (Ariston Records) e The Hippies (Ariston Records)
  - Il cacciatore - Louiselle (Parade), Mike Lidell & gli Atomi (Parade) e orchestra
  - Il successo - Alberto Anelli (Det), Jonathan & Michelle (Ri-Fi) e i The Pops (Cinevox)
  - Io potrei - Orietta Berti (Polydor), Philippe Olivier (Odeon) e orchestra
  - Piccola - Nuovi Angeli (Durium), Mario Zelinotti (Durium), e i Los Marcellos Ferial (Durium)
  - Vivere per vivere - Memo Remigi (Carosello), Dori Ghezzi (Durium) e Santo & Johnny (Canadian American)
  - Zabadak - The Sorrows (Pye Records), Dave Dee, Dozy, Beaky, Mick & Tich (Fontana Records), e il Balletto Olimpia

### Terza serata
- - Allora decidi ora - Piergiorgio Farina (BDM), Roll's 33 (CBS) e The Showmen (RCA Italiana)
  - Canta (che ti passa la paura) - Annarita Spinaci (Philips), Herbert Pagani (Jolly) e i Tarli
  - Il pieno - Lara Saint Paul (CDI), I Romans (CDI), e The Folkstudio Singers (PCC)
  - La mia passeggiata - Joe Sentieri (CAR Juke-Box), Mr. Anima (Bluebell) e il Balletto Olimpia
  - L'oro del mondo - Al Bano (La voce del padrone), Andrea Giordana e Carlo Loffredo
  - Quante cose non ti ho detto mai - Julie Rogers (Mercury Records), Cheiko Serna e Eva
  - Se l'amore c'è - Tony Cucchiara (Sprint), Nelly Fioramonti (Durium) e Rocky Roberts (Durium)
  - Una testa dura - Isabella Iannetti (Durium), Claudio Lippi (Bluebell) e Les Surfs (Festival)

## Classifica finale
1. Al Bano, Andrea Giordana e Carlo Loffredo - L'oro del mondo
2. Memo Remigi, Dori Ghezzi e Santo & Johnny - Vivere per vivere
3. Lara Saint Paul, I Romans e Folk Studio Singers - Il pieno

- Premio della critica: Lucio Dalla, Dino Cabano e Tony Benn & i Big T. - Il cielo
- Premio dell'Ente del turismo: Isabella Iannetti, Claudio Lippi e Les Surfs - Una testa dura